# Sandra Toft
Sandra Toft Galsgaard (Gribskov, 18 oktober 1989) is een Deens handbalspeelster en is keepster van het Deense nationale handbalteam waarmee ze al 5 keer deelnam een het wereldkampioenschap en 5 keer aan het europees kampioenschap.
In 2021 werd ze uitgeroepen tot IHF wereldhandbalspeler van het jaar

## Carrière

### Club
Toft begon met handbal bij Team Helsinge en trad op 14-jarige leeftijd toe tot Virum Sorgenfri 2002. In de zomer van 2007 verhuisde de keeper naar Team Tvis Holstebro, met wiens vrouwenteam ze speelde in de op één na hoogste Deense competitie. In 2009 promoveerde ze met Holstebro naar hoogste klasse. In het seizoen 2010/11 stond ze in de finale van de EHF European League, maar werd ze verslagen door competitierivalen FC Midtjylland Håndbold. In januari 2012 blesseerde Toft tijdens de training haar knie zo erg dat ze de rest van het reguliere seizoen miste. In het seizoen 2012/13 bereikte ze opnieuw de finale van de EHF Cup, die Holstebro dit keer won. In juni 2013 onderging Toft een knieoperatie, waardoor ze drie maanden aan de kant stond. Vanaf het seizoen 2017/18 stond ze onder contract bij de Deense club Team Esbjerg. In de zomer van 2019 verhuisde Toft naar de Franse eersteklasser Brest Bretagne Handball. Met Brest won ze in 2021 zowel het Franse kampioenschap als de Franse beker. Sinds het seizoen 2022/2023 staat ze onder contract bij de Hongaarse club Győri ETO KC.

### Nationaal team
Toft debuteerde op 27 maart 2008 voor Deense nationale team in een wedstrijd tegen Tsjechië.
In 2001 nam ze voor het eerst namens Denemarken deel aan het Wereldkampioenschap. Denemarken werd vierde op dat WK. Haar volgende toernooideelname werd het Europees kampioenschap handbal 2012. Ook voor het Wereldkampioenschap 2013 werd ze geselecteerd, maar ze moest dat laten schieten wegens ziekte. Bij het Europees kampioenschap handbal 2014 bereikte ze de zevende plaats met Denemarken. Het jaar daarop werd het Deense team zesde bij het WK. Bij het Europees kampioenschap handbal 2016 werd ze vierde met Denemarken en werd ze uitgeroepen tot beste doelvrouw van het toernooi. Bij het Europees kampioenschap handbal 2020 werd ze wederom vierde met Denemarken en ook deze keer werd ze uitgeroepen tot beste doelvrouw van het toernooi. Het jaar daarop pakte ze met Denemarken de bronzen medaille bij het Wereldkampioenschap 2021 en werd ze andermaal uitgeroepen tot beste doelvrouw van het toernooi.

## Erelijst
- Wereldkampioenschappen

 2021

## Onderscheidingen
- IHF wereldhandbalspeler van het jaar: 2021